# Jordan McMillan
Pour les articles homonymes, voir McMillan.

Jordan McMillan est un footballeur écossais, né le 16 octobre 1988, à Glasgow en Écosse. Il joue au poste de défenseur.

## Carrière en club
Jordan McMillan a été formé dans les équipes de jeunes des Rangers FC. Durant la saison 2007-2008, McMillan apparut pour les premières fois sur les feuilles de matches officiels, mais en tant que remplaçant sans entrer en jeu (notamment lors de la finale de la Coupe d'Écosse 2008).
Le 7 janvier 2009, McMillan rejoint le club de Hamilton Academical pour un prêt courant jusqu'à la fin de la saison 2008-2009. Ceci lui permit de disputer son premier match officiel lors d'une victoire 1-0 en 
Coupe d'Écosse contre Ross County, le 10 janvier 2009.

## Carrière internationale
Jordan McMillan est sélectionnable pour l'Écosse mais n'a connu pour l'instant aucune sélection.

## Palmarès
- Coupe d'Écosse 2007-08 (avec les Rangers, contre Queen of the South, 3-2)